# 実蔵院 (志木市)
實蔵院（じつぞういん）は、埼玉県志木市にある真言宗智山派の寺院。

## 歴史
1617年（元和3年）、澄平の開基である。澄平は行者で、ある沼から発見された阿弥陀如来像を安置する草庵を結んだのが当院の起源である。
その後、当院第3世住職の伝英によって中興された。1762年（宝暦12年）には、同市の同宗派寺院の宝幢寺の末寺となった。
明治になり、当院は一時期小学校の校舎になっている。

## 交通アクセス
- 路線バス北美町停留所より徒歩3分。